# California State Route 91
Die California State Route 91 ist eine State Route im US-Bundesstaat Kalifornien. Die von der Vermont Avenue in Torrance bis nach Riverside verlaufende State Route ist einer der bedeutendsten Ost-West-Verbindungen im Großraum Los Angeles und unterteilt sich in die drei Abschnitte Gardena-, Artesia- sowie Riverside Freeway. Die Länge der Straße beträgt 104,61 Kilometer.
Auf dem Artesia Freeway fand bei den Olympischen Sommerspielen 1984 das Mannschaftszeitfahren der Männer im Radsport statt.
Die CA-91 war ein Abschnitt des U.S. Highway 91, als er noch eine Fernverbindungsroute war. Diese Funktion wird heute vom Interstate 15 übernommen.

## Einzelnachweise

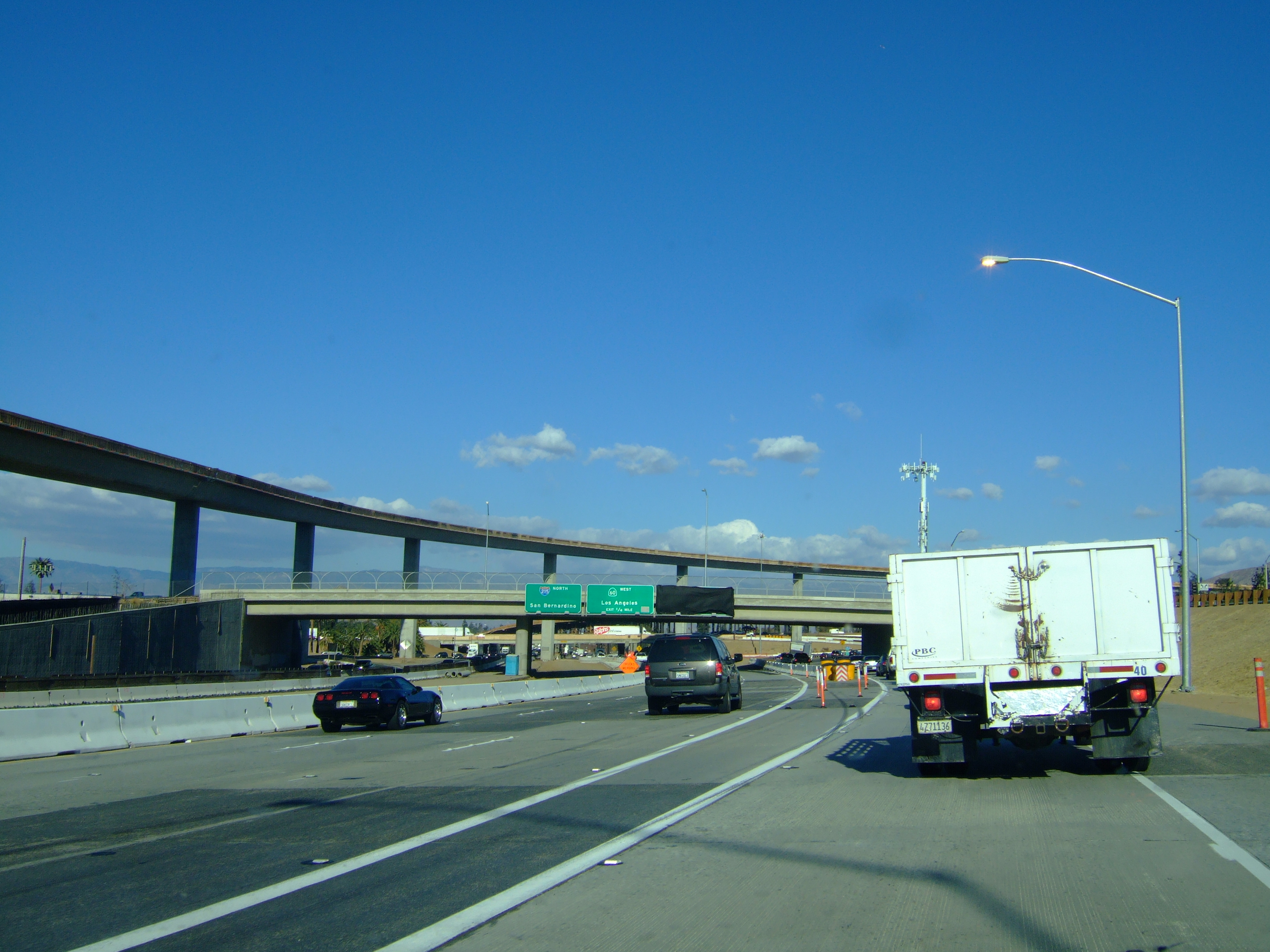
California State Route 91 bei Riverside